# 張瓊英

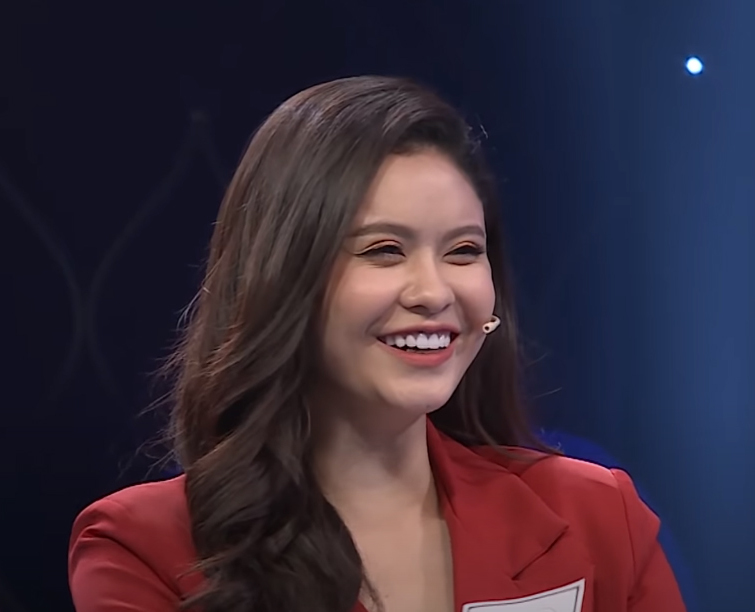
張瓊英(攝於2020年)

張瓊英（1989年1月12日—）本名鄧張瓊英，越南女歌手、影視演員。1989年出生於越南社會主義共和國慶和省芽莊市。張瓊英自小音樂、表演天賦過人，曾獲芽莊兒童之家優秀學生獎。現已將大部分時間精力投入影視創作。
張瓊英演唱的代表性歌曲有《孤單》、《月光色》等；出演的代表性電影有《大鬧學堂》（2013）等。

## 代表作品
- YouTube上的孤單
- YouTube上的月光色

## 外部連結
- 張瓊英愛好者俱樂部網站